# Transgression marine
 (août 2021).
Si vous disposez d'ouvrages ou d'articles de référence ou si vous connaissez des sites web de qualité traitant du thème abordé ici, merci de compléter l'article en donnant les références utiles à sa vérifiabilité et en les liant à la section « Notes et références ».
Ne pas confondre avec submersion marine.

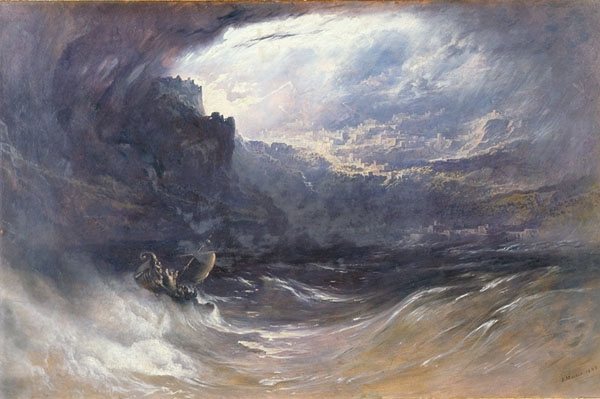
Peinture de John Martin, The Deluge, œuvre datant de 1834.

En géologie, une transgression marine est l'envahissement durable de zones littorales par la mer, dû à un affaissement des terres émergées ou à une élévation générale du niveau des mers.
L'ennoiement est le terme géologique qui désigne cet envahissement. Le recouvrement d'une région littorale par la mer est le caractère dominant de la plupart des côtes à rias, en lien avec la dernière remontée postglaciaire eustatique du niveau de la mer qui a envahi les vallées fluviales.

## Les causes
L'épaisseur moyenne de l'hydrosphère est actuellement d'environ 2,72 km, mais la profondeur moyenne des océans est d'environ 3,8 km ; ainsi, la proportion de terres émergées résulte principalement du mode de répartition de la croûte terrestre en plaques océaniques et continentales.

### Cause climatique
Sur de courtes périodes et à l'échelle géologique, des variations du niveau de la mer peuvent être la conséquence de changements climatiques, qui conduisent à la modification de la capacité du grand réservoir d'eau que constituent les calottes glaciaires, les glaciers et les neiges éternelles.
Ce réservoir des glaces terrestres est actuellement évalué à 24 millions de kilomètres cubes d'eau (soit une épaisseur de 47 m uniformément répartie à la surface du globe) ; à comparer avec les 1 340 millions de kilomètres cubes des océans.
Les glaciations sont des périodes de l'histoire de la Terre au cours desquelles la capacité de ce réservoir a significativement augmenté, entraînant corrélativement une régression marine.
À l'inverse, à la fin de ces glaciations, la diminution du volume des glaces terrestres a conduit à des transgressions marines, pouvant être relativement brutales, notamment dans des mers fermées ou semi-fermées.

### Cause géodynamique

#### Transgression marine globale
Le niveau général des océans peut varier, avec une fréquence très longue, sur tous les endroits du globe. Cela est dû à une accélération générale de la géodynamique de la lithosphère.
Sous les océans se produit l'expansion des fonds océaniques et l'écartement des plaques lithosphériques. Le volume des dorsales peut augmenter par leur soulèvement, lorsque cette activité géodynamique s'accélère. Cela a pour conséquence une élévation du niveau des océans très lente mais avec une ampleur beaucoup plus importante que celle due à une origine climatique. Cette élévation peut aller jusqu'à 300 m au-dessus du niveau actuel. C'est la situation du Mésozoïque, où une bonne partie du territoire français était noyée sous les eaux (le Bassin parisien, par exemple)

#### Transgression marine locale
Par endroits, des terrains peuvent s'affaisser (phénomène dit de subsidence). Ceci peut être dû à un phénomène d'extension lithosphérique, une subsidence thermique ou une subsidence de charge.
Ce phénomène peut ou non se combiner à une montée du niveau marin, lequel ne s'effectue pas uniformément dans le monde en raison des courants, de la force de Coriolis, d'effets de marées plus ou moins marqués. La résultante de la combinaison de tout ou partie de ces phénomènes peut conduire à une transgression marine, qui peut durer plusieurs siècles ou millénaires, voire être définitive, eu égard aux échelles historiques des temps humains.
Les bas-pays littoraux ou arrière littoraux sont naturellement les plus vulnérables aux transgressions marines.

#### En Europe
Les zones basses des Pays-Bas, de Flandre belge et du Nord-Pas-de-Calais, du Calaisis, du Montreuillois... conservent des traces de transgressions marines relativement récentes, depuis la fin de la dernière glaciation (dites transgressions de Dunkerque I, Dunkerque II).
Elles ont remodelé le profil des couches superficielles et ont souvent effacé les traces archéologiques de présence humaine antérieure. Les populations humaines, dont les sauniers et bouilleurs de sels ont ainsi dans ces régions probablement accompagné les avancées et reculs de la mer, en se cantonnant parfois à des points hauts (ex. : dune de La Panne en Belgique) ou en reculant quand la mer avançait.
De la fin du IVe siècle au VIIIe siècle de l'ère chrétienne, la plaine côtière est à nouveau envahie ; il s'agit de la transgression marine Dunkerque II. En Belgique, la mer s'étend jusqu'à 10 kilomètres à l'intérieur des terres et ennoie la partie occidentale de la Flandre, depuis les terres basses du Calaisis au pied du cap Blanc-Nez jusqu'aux bouches de l'Escaut en terre anversoise. Plus au sud, Saint-Omer et Montreuil sont alors à nouveau des ports.
Au XIe siècle, pendant la Transgression marine Dunkerque III, la mer envahit pour la dernière fois la Flandre-Occidentale.

## Les effets
Quelques transgressions marines dans l'Histoire de la Terre
Résumé de différents phénomènes supposés s'être produits au cours de l'Holocène :
- Transgression flandrienne vers -17 000 : la mer monte sur la Terre entière. L'augmentation de la température moyenne de + 4 °C entraîne une fonte de glaciers ainsi qu'une expansion thermique des océans.

### Légendes etcités perduesou englouties, liées au niveau des eaux
Concernant l'Atlantide, voir l'article dédié, surtout intéressant pour ses toutes récentes découvertes au large de Gibraltar ; la présente section survole à la fois les continents (Lémurie) et les époques (Ys).
Le mythe rapporté par Platon ne recouvre donc qu'une partie du mythe ; d'autres légendes ou traditions à travers le monde parlent de territoires engloutis et de cités perdues, comme Ys, Bimini, Mu, etc. Il en est des mythes des cités ou continents perdus comme pour ceux du Déluge de Gilgamesh ou de la Bible, ils appartiennent à toutes les civilisations et à toutes les cultures.
Même de nos jours, des disparitions comme celle de Sandy Island passent relativement inaperçues ; une explication psychologique serait que les personnes concernées par d'aussi radicales transgressions marines et ayant par définition tout perdu préfèrent oublier et enfouir au fin fond de leur mémoire ce qui s'est vraiment passé.

### Périls contemporains

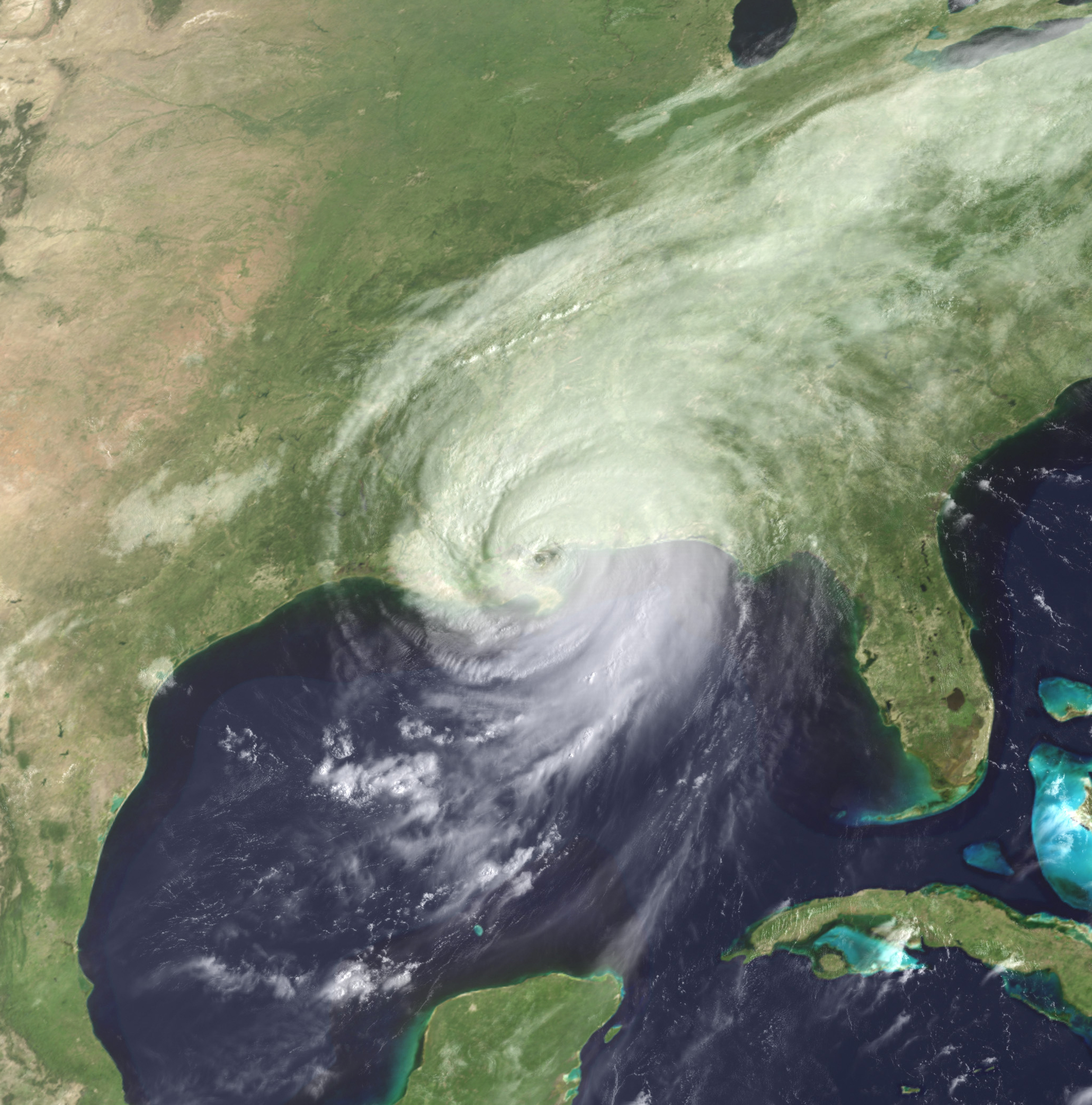
Katrina lors de son deuxième contact (avec la terre).

L'urbanisation effrénée des zones de delta entraîne un affaissement des terrains qui, industrialisation et concentration humaine aidant, rendent ces zones géographiques particulièrement fragiles lors du passage des cyclones tropicaux.
Ainsi, les eaux du Gange et du Brahmapoutre déjà engorgées d'eaux océaniques[pas clair]  furent mortelles en 1970 lors du passage du cyclone de Bhola : le Pakistan oriental (maintenant Bangladesh) dut déplorer 500 000 morts.
Plus récemment, l'ouragan Katrina a ravagé la Nouvelle Orléans alors qu'il s'engouffrait dans le delta du Mississippi et que les médias du pays relayaient les plaintes de son maire qui criait à la procrastination vu l'état des digues, bien que tous les avertissements antérieurs par les scientifiques aient été prononcés.